# Inácio Lopes de Magalhães
Inácio Lopes de Magalhães (Ceará, 14 de maio de 1805 - 1881) foi o fundador da fazenda Boa Vista em 1830, o embrião da futura capital de Roraima.

## Biografia
Inácio Magalhães era de uma família de portugueses, seus pais eram Domingos Alves de Magalhães e Frederica Arruda. Ele nasceu em uma fazenda de sua família, nas redondezas de São Clemente de Bastos, estado do Ceará.
Em 1827, tornou-se oficial do Forte de São Joaquim do Rio Branco, onde fora para Belém e em seguida para Manaus, chegou como capitão do Forte são Joaquim em 1829, juntamente com seus irmão Domingus e Manoel, para proteger contra invasão dos holandeses. Depois de se "aposentar" da carreira de militar, resolveu arranjar um lugar para morar, descendo o rio branco. Se apaixonou pelos campos naturais do Rio Branco (mais conhecido como lavrado), fundando a primeira fazenda particular de pecuária à margem direita do Rio Branco, cuja denominação é Boa Vista. Que ao redor dessa fazenda originou-se um povoado.
Em 1851, Inácio Lopes de Magalhães casa-se com Liberata Batista Mardel, filha do ex-comandante Major Carlos Batista Mardel e neta do Frei José dos Inocentes, gerando os seguintes filhos: Carlos Mardel Magalhães, Francisca de Magalhães, Alberta de Magalhães, Manoel Lopes de Magalhães, Júlia de Magalhães, Januário Magalhães, José Lopes de Magalhães e Prudênia de Magalhães. Dando início à tradicional e inúmera família Magalhães.
Inácio Magalhães deixou descendentes ilustres que tem como exemplo de seus netos Horácil Mardel de Magalhães que foi o primeiro delegado da capital Boa Vista na década de 10 no século XIX. E o senhor Dorval de Magalhães, escritor, poeta e o autor do hino de Roraima. Outros como seu bisneto Henrique Lopes da Silva (1900-1977) que é neto de José Lopes de Magalhães (1851-1915) e filho de Maria Madalena Magalhães da Silva(1880-1928), foi oficial na antiga Boa Vista Rio Branco, batalhou na 2ª Guerra Mundial, ajudou na organização da planta baixa de Boa Vista, incluiu os primeiros roraimenses na 2ª Guerra Mundial ao lado do ex-prefeito Mário Homem de Mello e foi uns dos membros fundadores da União Operária Beneficente de Boa Vista em 1949.
Inacio Lopes de Magalhães morreu no ano de 1881, aos 76 anos e foi enterrado no antigo cemitério São Sebastião, no centro de Boa Vista.